# Алойзи Петшик
Алойзи Петшик (на полски: Alojzy Pietrzyk) е полски политик, деец в профсъюзите, предприемач, депутат в Сейма в периода 1991–1993 г.

## Биография
Алойзи Петшик е роден на 31 март 1951 г. във Висла Виелка. През 1968 г. завършва професионално училище в Мисловице. Работи в каменовъглената мина „Ястшембие“, а от 1971 до 1995 г. в мината „Зофювка“. През 1980 г. организира стачка в мината и става член на профсъюза „Солидарност“. По време на военното положение е интерниран от 30 април до 23 юли 1982 г. Участва в заседанията на Кръглата маса, като представлява „Солидарност“. В годините от 1990 – 1992 е начело на Управителния съвет на „Солидарност“ в Силезийския регион.
В годините 1991–1993 г. е депутат в Сейма от квотата на „Солидарност“. След това се оттегля от политика. През 2001 г. се пенсионира и се заема с консултантска дейност.

## Отличия
През 2008 г. президентът Лех Качински отличава Алойзи Петшик с Офицерски кръст на Ордена на възродена Полша за „заслуги за въвеждането на демократични промени в Полша, за постижения в обществената дейност“. През 2015 г. е отличен с Кръст на свободата и солидарността.
|  | Тази страница частично или изцяло представлява превод на страницата Alojzy Pietrzyk в Уикипедия на полски. Оригиналният текст, както и този превод, са защитени от Лиценза „Криейтив Комънс – Признание – Споделяне на споделеното“, а за съдържание, създадено преди юни 2009 година – от Лиценза за свободна документация на ГНУ. Прегледайте историята на редакциите на оригиналната страница, както и на преводната страница, за да видите списъка на съавторите. ВАЖНО: Този шаблон се отнася единствено до авторските права върху съдържанието на статията. Добавянето му не отменя изискването да се посочват конкретни източници на твърденията, които да бъдат благонадеждни. |